# Período protogeométrico

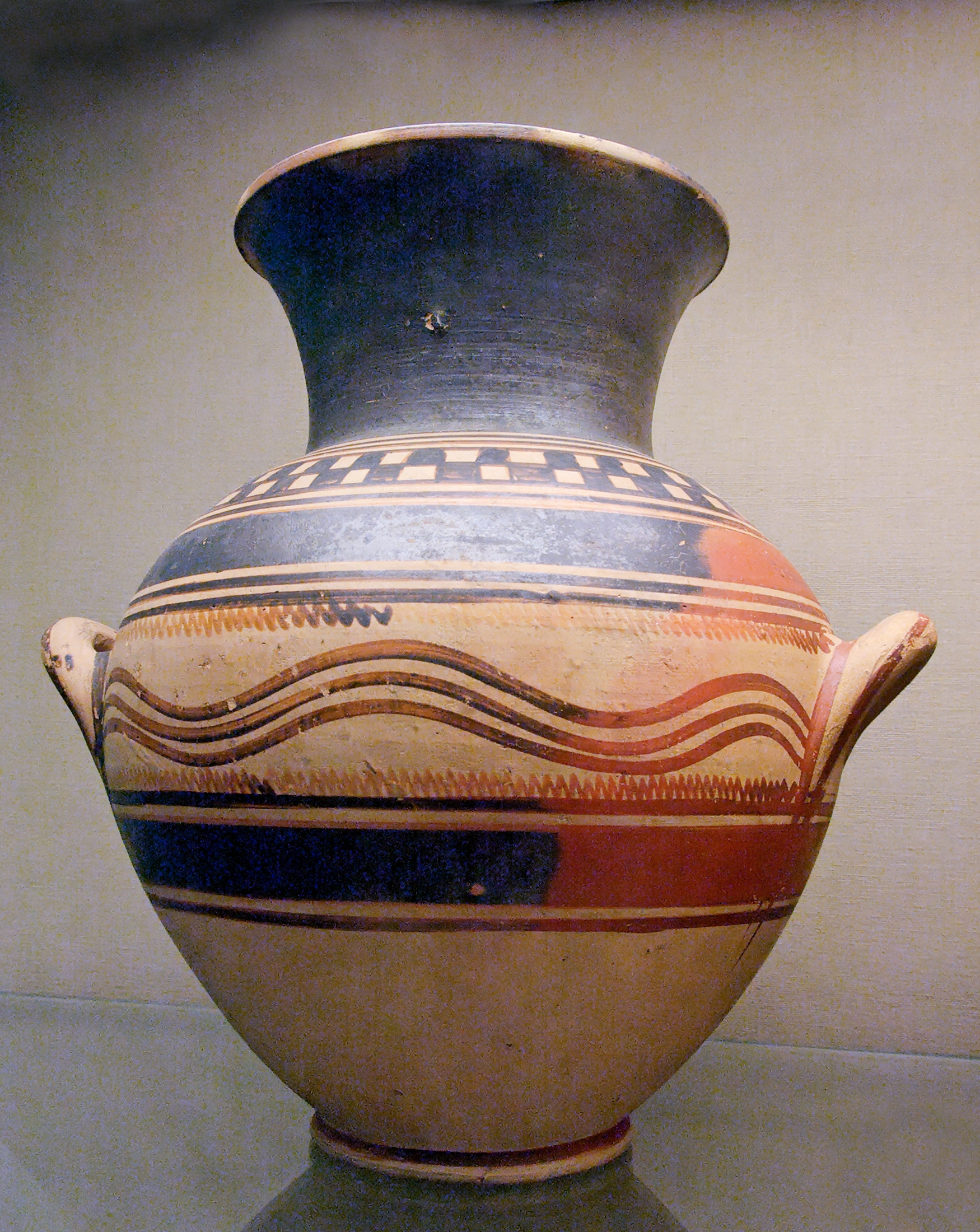
Ânfora protogeométrica, 950 a.C.-900 a.C. (protogeométrico recente), Museu Britânico.

O período protogeométrico ou época protogeométrica, ocorreu aproximadamente entre 1100 a.C. e 800 a.C. na Grécia. O estilo marcou a transição entre as decorações lineares muito simples da idade do bronze e o uso de semicírculos e círculos concêntricos desenhados com compasso do período geométrico. Esta cerâmica, que assenta na tradição micénica revela o uso generalizado de compasso e pincel de pontas múltiplas para reproduzir motivos concêntricos.
O aspecto das peças cerâmicas é muito austero, com algumas formas de base: linha vertical ou horizontal, círculos ou semicírculos, triângulos, quadrados e losangos.
A arte protogeométrica desenvolveu-se sobretudo na Ática e em Eubeia, depois na Beócia, Tessália e Esquiro.(1015 a.C./900 a.C.).